# Alex Král
Alex Král (ur. 19 maja 1998 w Koszycach) – czeski piłkarz grający na pozycji defensywnego pomocnika w niemieckim klubie Union Berlin, do którego jest wypożyczony ze Spartaka Moskwa.

## Kariera piłkarska
Swoją karierę piłkarską Král rozpoczął w klubie Moravská Slavia Brno. Następnie trenował w juniorach Zbrojovki Brno i FK Teplice. W 2017 roku został zawodnikiem pierwszego zespołu Teplic. 7 maja 2017 zadebiutował w nim w pierwszej lidze czeskiej w wygranym 2:0 wyjazdowym meczu z FC Hradec Králové. W zespole Teplic grał do końca 2018 roku.
W styczniu 2019 roku Král przeszedł za kwotę 900 tysięcy euro do Slavii Praga. 9 lutego 2019 zadebiutował w Slavii w wygranym 2:0 domowym meczu z FK Teplice. W sezonie 2018/2019 wywalczył ze Slavią dublet – mistrzostwo oraz Puchar Czech. W sezonie 2019/2020 przyczynił się do wywalczenia przez Slavię kolejnego mistrzostwa kraju.
1 września 2019 Král przeszedł za 11,5 miliona euro do Spartaka Moskwa. Swój debiut w Spartaku zaliczył 14 września 2019 w przegranym 1:2 domowym meczu z Urałem Jekaterynburg.
31 sierpnia 2021 Král przeszedł na roczne wypożyczenie wraz z opcja wykupu do West Ham United F.C z klubu Spartak Moskwa (piłka nożna). 14 lipca 2022 na zasadzie wypożyczenia dołączył do Schalke 04 Gelsenkirchen. Sezon 2023/2024 spędzi na wypożyczeniu w Unionie Berlin. 
| Sezon   | Klub            | Kraj   | Rozgrywki      | Mecze | Gole |
| ------- | --------------- | ------ | -------------- | ----- | ---- |
| 2016/17 | FK Teplice      | Czechy | 1. Liga        | 3     | 0    |
| 2017/18 | FK Teplice      | Czechy | 1. Liga        | 23    | 1    |
| 2018/19 | FK Teplice      | Czechy | 1. Liga        | 17    | 0    |
| 2018/19 | Slavia Praga    | Czechy | 1. Liga        | 12    | 0    |
| 2019/20 | Slavia Praga    | Czechy | 1. Liga        | 6     | 0    |
| 2019/20 | Spartak Moskwa  | Rosja  | Priemjer-Liga  | 19    | 0    |
| 2020/21 | Spartak Moskwa  | Rosja  | Priemjer-Liga  | 29    | 0    |
| 2021/22 | Spartak Moskwa  | Rosja  | Priemjer-Liga  | 5     | 0    |
| 2021/22 | West Ham United | Anglia | Premier League | 1     | 0    |
| 2022/23 | Schalke 04      | Niemcy | Bundesliga     | 29    | 0    |
| 2023/24 | Union Berlin    | Niemcy | Bundesliga     | 0     | 0    |

## Kariera reprezentacyjna
Král występował w młodzieżowych reprezentacjach Czech – U-17, U-18, U-19, U-20 i U-21. W 2015 roku z kadrą U-17 wystąpił na Mistrzostwach Europy U-17, w 2017 roku z kadrą U-19 na Mistrzostwach Europy U-19, na których dotarł z Czechami do półfinału.
26 marca 2019 Král zadebiutował w reprezentacji Czech w przegranym 1:3 towarzyskim meczu z Brazylią, rozegranym w Pradze. W 46. minucie tego meczu zmienił Davida Pavelkę. 14 października 2019 w towarzyskim meczu z Irlandią Północną (2:3) strzelił pierwszego gola w kadrze narodowej.

## Życie prywatne
Urodził się w Koszycach na Słowacji. W młodym wieku przeniósł się z rodziną do Czech i zamieszkał w brneńskiej dzielnicy Štýřice. 